# Semiothisa deformis
Semiothisa deformis là một loài bướm đêm trong họ Geometridae.